# アドルフ・リューデリッツ

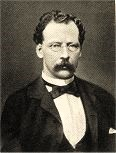
フランツ・アドルフ・リューデッツ

フランツ・アドルフ・エドゥアルト・リューデリッツ（Franz Adolf Eduard Lüderitz、1834年7月16日 - 1886年10月24日）は、ドイツの商人で、ドイツ領南西アフリカの最初のドイツ植民地の礎を築いた人物。
彼はブレーメンの生まれで、そこで彼は父親とともにタバコ事業を始めた。父親は、1878年に死去。アドルフ・リューデリッツは、事業の運営で成功を収め、1854年から1859年アメリカ合衆国に旅行する。
1881年、彼はナイジェリアのラゴスに工場を建設、1883年には南西アフリカに土地を入手、それを1884年ドイツ帝国の保護下に置いた。1886年、オレンジ川で溺死した。